# اردوگاه پناهندگان مغازی
اردوگاه پناهندگان مغازی یک اردوگاه پناهندگان در دولت فلسطین است که در داخل حکومت خودگردان فلسطین قرار دارد. اردوگاه پناهندگان مغازی ۲۲٬۵۳۶ نفر جمعیت دارد، و در استان دیرالبلح در بخش مرکزی نوار غزه قرار دارد. این اردوگاه پناهندگان فلسطینی است که بنا بر آمار اداره مرکزی آمار فلسطین در سال ۱۹۴۹ احداث شد.

## تاریخچه
جمعیت این اردوگاه بر اساس آمار نیمه سال ۲۰۰۶ بالغ بر ۲۴ هزار و ۲۸۴ نفر بوده‌است که در زمینی به مساحت ۰٫۶ کیلومتر مربع احداث شد. این اردوگاه در تاریخ ۶ ژانویه ۲۰۰۳ با اتهام این که جنگجویان در آن پناه گرفته‌اند توسط ارتش اسرائیل مورد تهاجم قرار گرفت و سه فلسطینی کشته و تعداد زیادی مجروح شدند.

## درآمد
قبل از بستن نوار غزه توسط اسرائیل در سال ۲۰۰۰ و پس از پایان دومین انتفاضه فلسطینیان، اکثر ساکنان اردوگاه درکارهای مختلفی در اسرائیل شاغل شدند یا به عنوان کشاورزان محلی در محل به زراعت پرداختند. روزهای یکشنبه یک بازار هفتگی یا آزاد در فضای باز دائر می‌شود که ساکنان از کارگاه‌ها، نانوایی‌ها، کافه‌ها، رستوران‌ها مواد غذایی خود به این بازار آورده و می‌فروشند.

## تحصیلات
اردوگاه مغازی دارای سه مدرسه ابتدایی و ۲ دبیرستان است که توسط آژانس امداد و اقدام سازمان ملل متحد برای آوارگان فلسطینی در خاور نزدیک UNRWA اداره می‌شود. ۶۴۰۷ دانش آموز در سال‌های ۲۰۰۴–۲۰۰۵ در این مدارس ثبت نام کرده‌اند. آژانس امداد و اقدام سازمان ملل متحد برای آوارگان فلسطینی در خاور نزدیک در سال ۱۹۹۸ خدمات آموزشی یکپارچه ای را به ۱۲۶۴ کودک معلول ارائه داد. علاوه بر این برخی فعالیت‌های ورزشی، اجتماعی و فرهنگی جوانان نیز جزو برنامه‌های آموزشی این اردوگاه محسوب می‌شود.